# Championnat du monde jeunes féminin de handball
Le championnat du monde jeunes féminin de handball réunit tous les deux ans les meilleures équipes nationales féminines jeunes (moins de 18 ans) de handball. Il est organisé par la Fédération internationale de handball (IHF).
Son appellation en anglais est Women's Youth (U18) World Championship.

## Bilan
| Nation       | Médaille d'or, monde | Médaille d'argent, monde | Médaille de bronze, monde | Total |
| ------------ | -------------------- | ------------------------ | ------------------------- | ----- |
| Russie       | 3                    | 1                        | 0                         | 4     |
| Danemark     | 2                    | 3                        | 2                         | 7     |
| Corée du Sud | 1                    | 1                        | 2                         | 4     |
| Roumanie     | 1                    | 0                        | 1                         | 2     |
| Espagne      | 1                    | 0                        | 0                         | 1     |
| Suède        | 1                    | 0                        | 0                         | 1     |
| Norvège      | 0                    | 1                        | 1                         | 2     |
| Hongrie      | 0                    | 1                        | 2                         | 3     |
| Allemagne    | 0                    | 1                        | 0                         | 1     |
| Serbie       | 0                    | 1                        | 0                         | 1     |
| Pays-Bas     | 0                    | 0                        | 1                         | 1     |
| Total        | 9                    | 9                        | 9                         | 27    |

## Palmarès
| 2006 (en) | Canada                 | Danemark                                               | 36 – 33                                                | Corée du Sud                                           | Roumanie                                               | 30 – 28                                                | France                                                 |
| 2008 (en) | Slovaquie              | Russie                                                 | 27 – 22                                                | Serbie-et-Monténégro                                   | Danemark                                               | 24 – 21                                                | France                                                 |
| 2010 (en) | République dominicaine | Suède                                                  | 34 – 29                                                | Norvège                                                | Pays-Bas                                               | 27 – 26                                                | France                                                 |
| 2012 (en) | Monténégro             | Danemark                                               | 27 – 26                                                | Russie                                                 | Norvège                                                | 36 – 30                                                | Roumanie                                               |
| 2014 (en) | Macédoine              | Roumanie                                               | 32 – 21                                                | Allemagne                                              | Danemark                                               | 20 – 19                                                | Monténégro                                             |
| 2016 (en) | Slovaquie              | Russie                                                 | 30 – 22                                                | Danemark                                               | Corée du Sud                                           | 32 – 30                                                | Norvège                                                |
| 2018 (en) | Pologne                | Russie                                                 | 29 – 27                                                | Hongrie                                                | Corée du Sud                                           | 34 – 27                                                | Suède                                                  |
| 2020      | Chine puis Croatie     | Reporté puis annulé à cause de la pandémie de Covid-19 | Reporté puis annulé à cause de la pandémie de Covid-19 | Reporté puis annulé à cause de la pandémie de Covid-19 | Reporté puis annulé à cause de la pandémie de Covid-19 | Reporté puis annulé à cause de la pandémie de Covid-19 | Reporté puis annulé à cause de la pandémie de Covid-19 |
| 2022 (en) | Macédoine du Nord      | Corée du Sud                                           | 31 – 28                                                | Danemark                                               | Hongrie                                                | 27 – 26                                                | Pays-Bas                                               |
| 2024 (en) | Chine                  | Espagne                                                | 23 – 22                                                | Danemark                                               | Hongrie                                                | 25 – 24                                                | France                                                 |
| 2026 (en) | Colombie               |                                                        |                                                        |                                                        |                                                        |                                                        |                                                        |

## Bilan par équipe
| Nation\Édition         | 2006                      | 2008                      | 2010                      | 2012                      | 2014                      | 2016                      | 2018                      | 2022                      | Part. |
| ---------------------- | ------------------------- | ------------------------- | ------------------------- | ------------------------- | ------------------------- | ------------------------- | ------------------------- | ------------------------- | ----- |
| Algérie                | -                         | -                         | -                         | -                         | -                         | -                         | -                         | 32                        | 1     |
| Allemagne              | -                         | -                         | 14                        | -                         | Médaille d'argent, monde  | 11                        | 5                         | 10                        | 5     |
| Angola                 | -                         | 8                         | 10                        | 15                        | 20                        | 10                        | 21                        | -                         | 6     |
| Argentine              | 6                         | 11                        | 17                        | -                         | 12                        | 18                        | 20                        | 25                        | 7     |
| Autriche               | -                         | -                         | -                         | -                         | -                         | -                         | 15                        | 23                        | 2     |
| Brésil                 | 9                         | 10                        | 13                        | 12                        | 7                         | 12                        | -                         | 15                        | 7     |
| Canada                 | 10                        | -                         | -                         | -                         | -                         | -                         | -                         | -                         | 1     |
| Chili                  | -                         | -                         | -                         | -                         | -                         | 22                        | 18                        | -                         | 2     |
| Chine                  | -                         | -                         | -                         | -                         | 22                        | 20                        | 22                        | -                         | 3     |
| RD Congo               | -                         | -                         | 18                        | 18                        | 23                        | 23                        | -                         | -                         | 4     |
| Corée du Sud           | Médaille d'argent, monde  | 6                         | 9                         | 9                         | 5                         | Médaille de bronze, monde | Médaille de bronze, monde | Médaille d'or, monde      | 8     |
| Croatie                | -                         | -                         | -                         | 14                        | 10                        | 8                         | 12                        | 11                        | 5     |
| Danemark               | Médaille d'or, monde      | Médaille de bronze, monde | 6                         | Médaille d'or, monde      | Médaille de bronze, monde | Médaille d'argent, monde  | 6                         | Médaille d'argent, monde  | 8     |
| République dominicaine | -                         | -                         | 8                         | -                         | -                         | -                         | -                         | -                         | 1     |
| Égypte                 | -                         | -                         | -                         | -                         | -                         | 9                         | 23                        | 7                         | 3     |
| Espagne                | -                         | 5                         | 5                         | -                         | -                         | 15                        | 8                         | 17                        | 5     |
| Îles Féroé             | -                         | -                         | -                         | -                         | -                         | -                         | -                         | 19                        | 1     |
| France                 | 4                         | 4                         | 4                         | 7                         | 16                        | 6                         | 10                        | 5                         | 8     |
| Guinée                 | -                         | -                         | -                         | -                         | -                         | -                         | -                         | 29                        | 1     |
| Hong Kong              | -                         | 15                        | -                         | -                         | -                         | -                         | -                         | -                         | 1     |
| Hongrie                | -                         | -                         | 11                        | 5                         | 15                        | 5                         | Médaille d'argent, monde  | Médaille de bronze, monde | 6     |
| Islande                | -                         | -                         | -                         | -                         | -                         | -                         | -                         | 8                         | 1     |
| Inde                   | -                         | -                         | -                         | -                         | -                         | -                         | -                         | 30                        | 1     |
| Iran                   | -                         | -                         | -                         | -                         | -                         | -                         | -                         | 16                        | 1     |
| Japon                  | 7                         | 13                        | 15                        | 8                         | 14                        | 17                        | 14                        | -                         | 7     |
| Kazakhstan             | -                         | -                         | 16                        | 16                        | 21                        | 19                        | 24                        | 27                        | 6     |
| Monténégro             | -                         | -                         | -                         | 11                        | 4                         | -                         | 17                        | 18                        | 4     |
| Macédoine du Nord      | -                         | -                         | -                         | -                         | 17                        | -                         | -                         | 12                        | 2     |
| Norvège                | -                         | -                         | Médaille d'argent, monde  | Médaille de bronze, monde | 13                        | 4                         | 11                        | 9                         | 6     |
| Ouzbékistan            | -                         | -                         | -                         | -                         | 24                        | 24                        | -                         | 24                        | 3     |
| Paraguay               | -                         | -                         | -                         | 20                        | 19                        | 21                        | -                         | -                         | 3     |
| Pays-Bas               | -                         | 9                         | Médaille de bronze, monde | 10                        | 6                         | -                         | 7                         | 4                         | 6     |
| Pologne                | -                         | -                         | -                         | -                         | -                         | -                         | 13                        | -                         | 1     |
| Porto Rico             | -                         | 14                        | -                         | -                         | -                         | -                         | -                         | -                         | 1     |
| Portugal               | -                         | -                         | -                         | 19                        | 11                        | -                         | -                         | 13                        | 3     |
| Qatar                  | -                         | 16                        | -                         | -                         | -                         | -                         | -                         | -                         | 1     |
| Roumanie               | Médaille de bronze, monde | -                         | -                         | 4                         | Médaille d'or, monde      | 14                        | 9                         | 14                        | 6     |
| Russie                 | -                         | Médaille d'or, monde      | 7                         | Médaille d'argent, monde  | 8                         | Médaille d'or, monde      | Médaille d'or, monde      | Disq.                     | 6     |
| Sénégal                | -                         | -                         | -                         | -                         | -                         | -                         | -                         | 28                        | 1     |
| Serbie                 | -                         | Médaille d'argent, monde  | -                         | -                         | -                         | -                         | -                         | -                         | 1     |
| Slovaquie              | -                         | 7                         | -                         | -                         | -                         | 13                        | 19                        | 26                        | 4     |
| Slovénie               | 5                         | -                         | -                         | -                         | -                         | 16                        | -                         | 20                        | 3     |
| Suède                  | -                         | -                         | Médaille d'or, monde      | 6                         | 9                         | 7                         | 4                         | 6                         | 6     |
| Suisse                 | -                         | -                         | -                         | -                         | -                         | -                         | -                         | 21                        | 1     |
| Tchéquie               | -                         | -                         | -                         | 13                        | -                         | -                         | -                         | 22                        | 2     |
| Thaïlande              | 8                         | -                         | 19                        | -                         | -                         | -                         | -                         | -                         | 2     |
| Tunisie                | 11                        | 12                        | -                         | -                         | 18                        | -                         | 16                        | -                         | 4     |
| Uruguay                | -                         | -                         | 12                        | 17                        | -                         | -                         | -                         | 31                        | 3     |
| Total                  | 11                        | 16                        | 19                        | 20                        | 24                        | 24                        | 24                        | 32                        |       |